# Benlloc
Benlloc (nom officiel depuis le 12 mai 2018 ; en castillan : Benlloch ; on trouve également en valencien le nom Bell-lloc del Pla), est une commune d'Espagne de la province de Castellón dans la Communauté valencienne. Elle est située dans la comarque de Plana Alta et dans la zone à prédominance linguistique valencienne.

## Géographie

### Localisation

Localisation de Benlloc
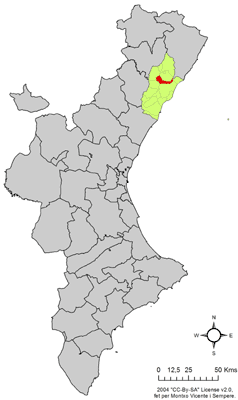
dans la Communauté valencienne.
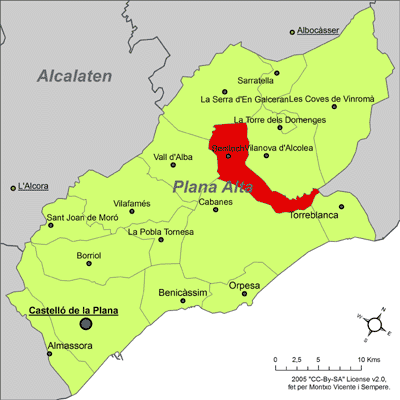
dans la comarque de Plana Alta.

### Localités limitrophes
Alcalà de Xivert, Cabanes, Alcossebre, Sierra Engarcerán, Torreblanca, Vall d'Alba, et Vilanova d'Alcolea, toutes de la province de Castellón.

## Histoire

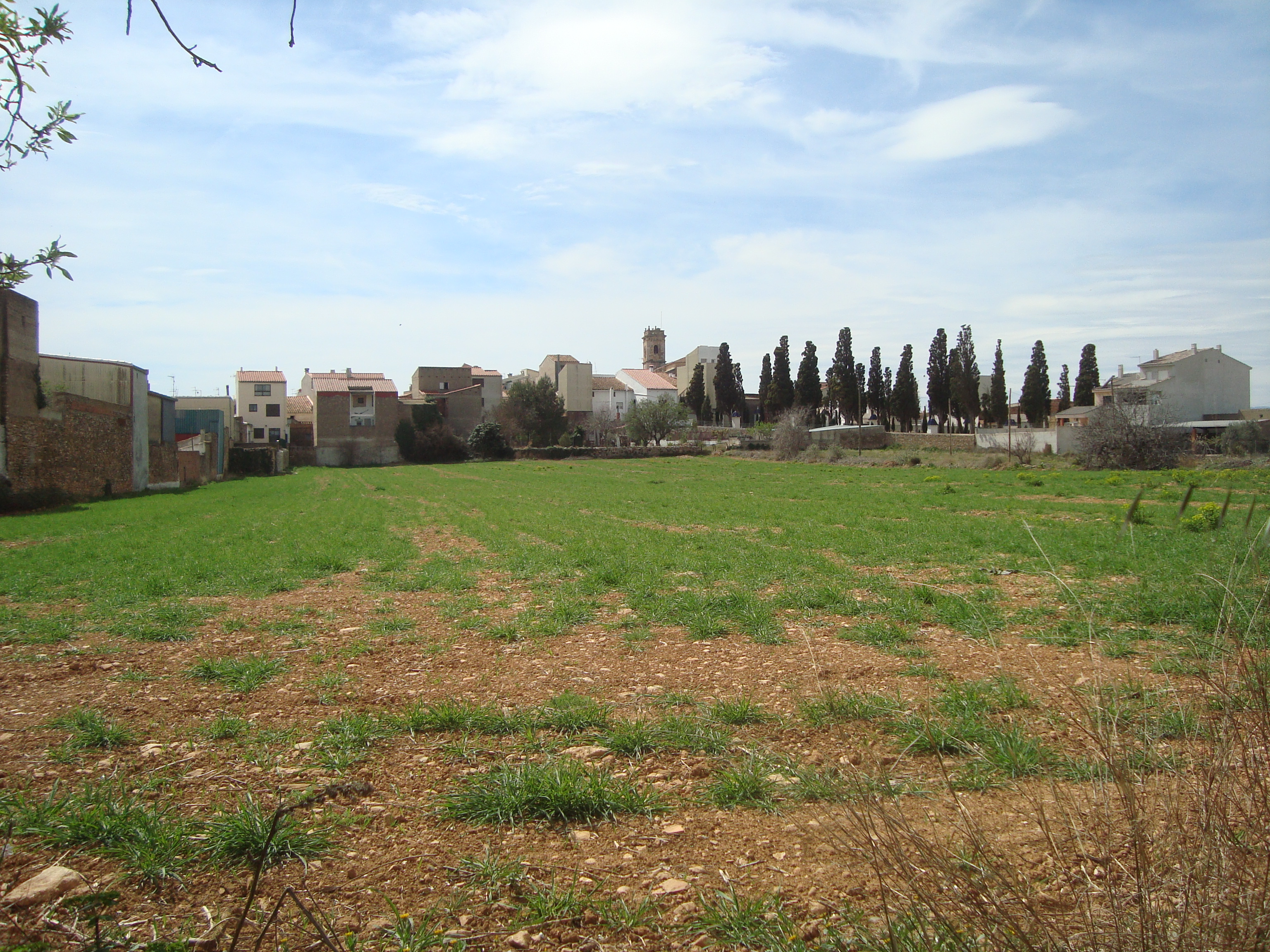
Vue générale de Benlloc (Castellón).

## Politique et administration

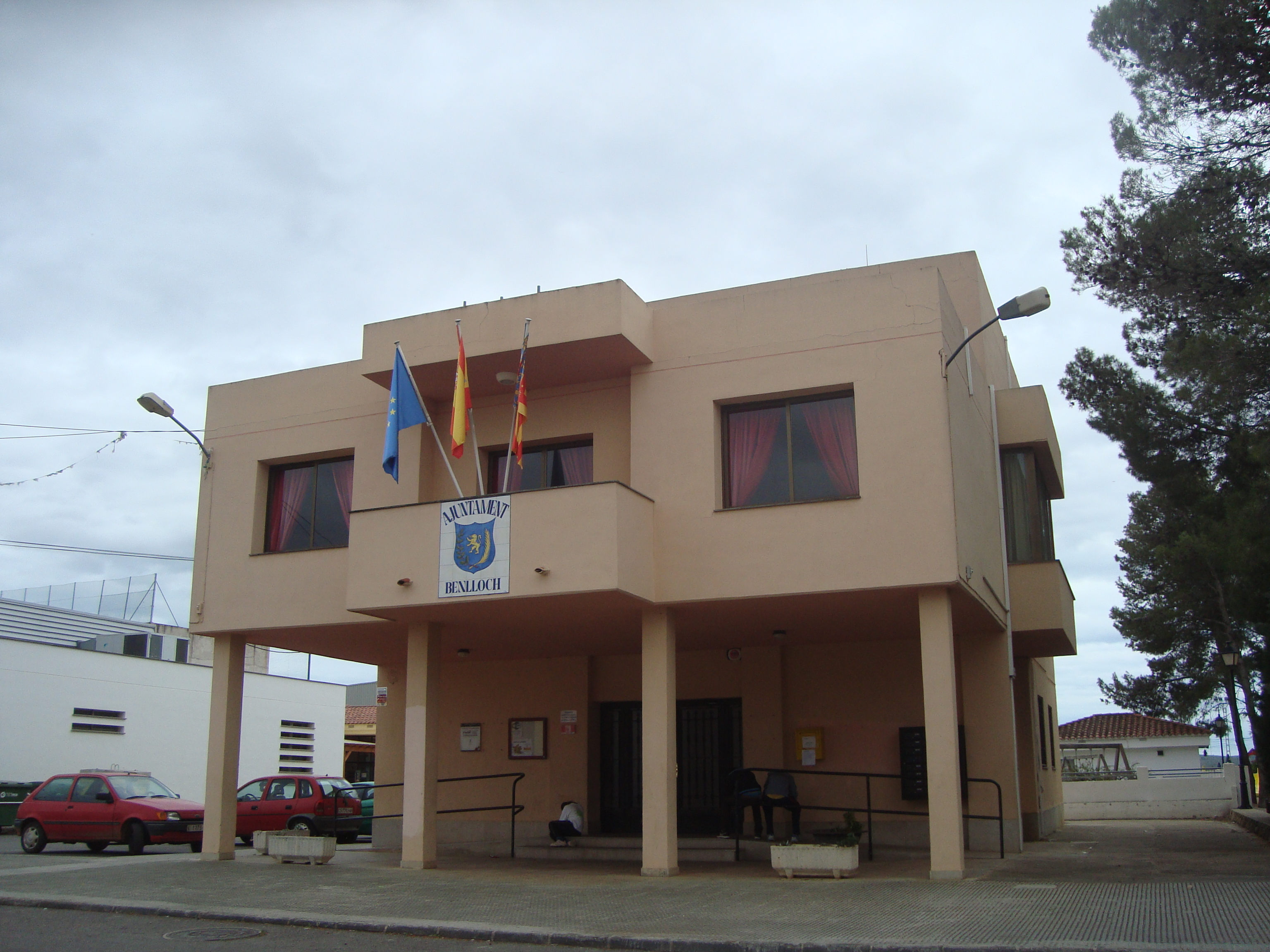
La mairie de Benlloc.

## Économie

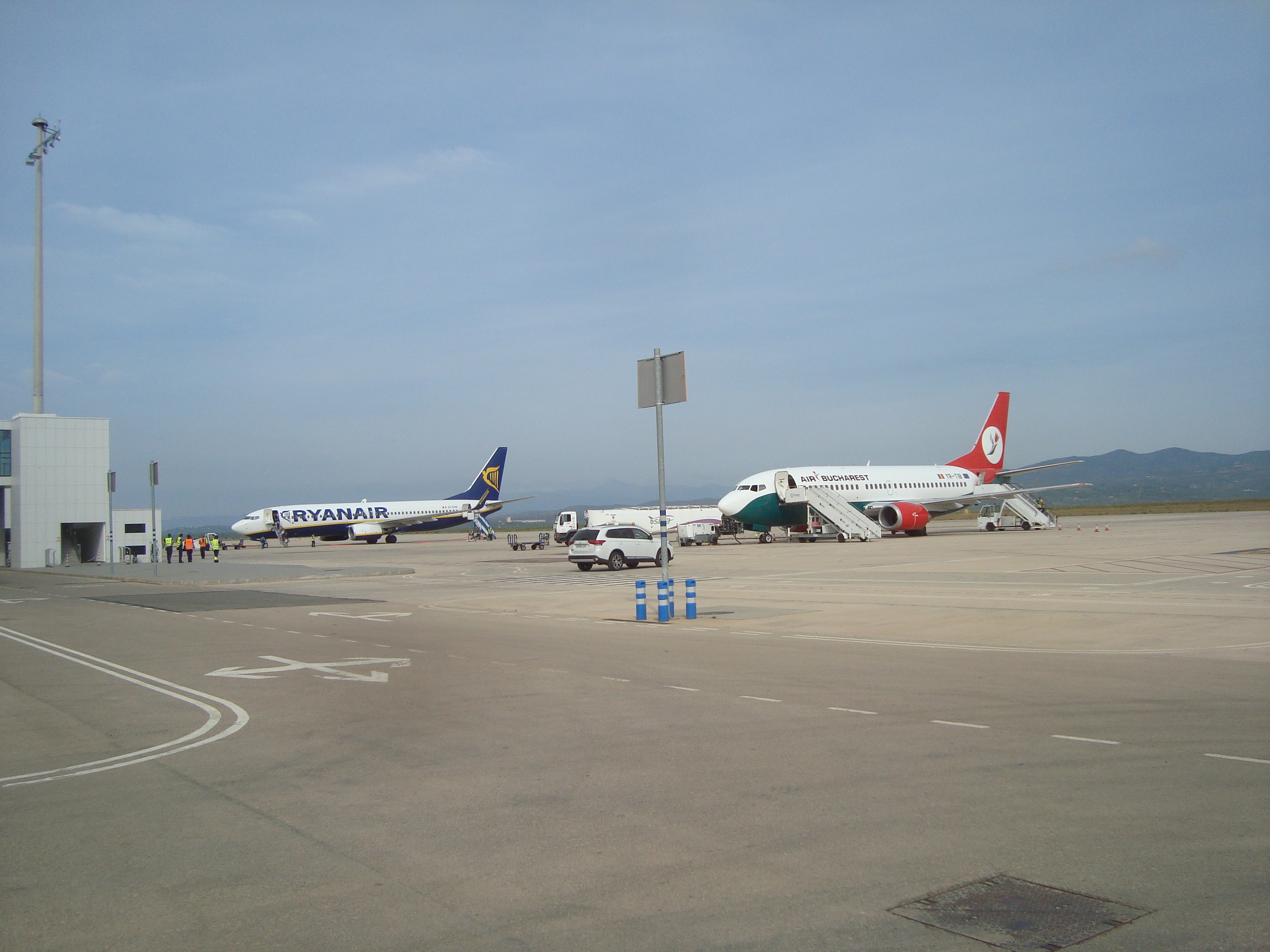
Aéroport de Castellón-Costa Azahar.

## Culture locale et patrimoine

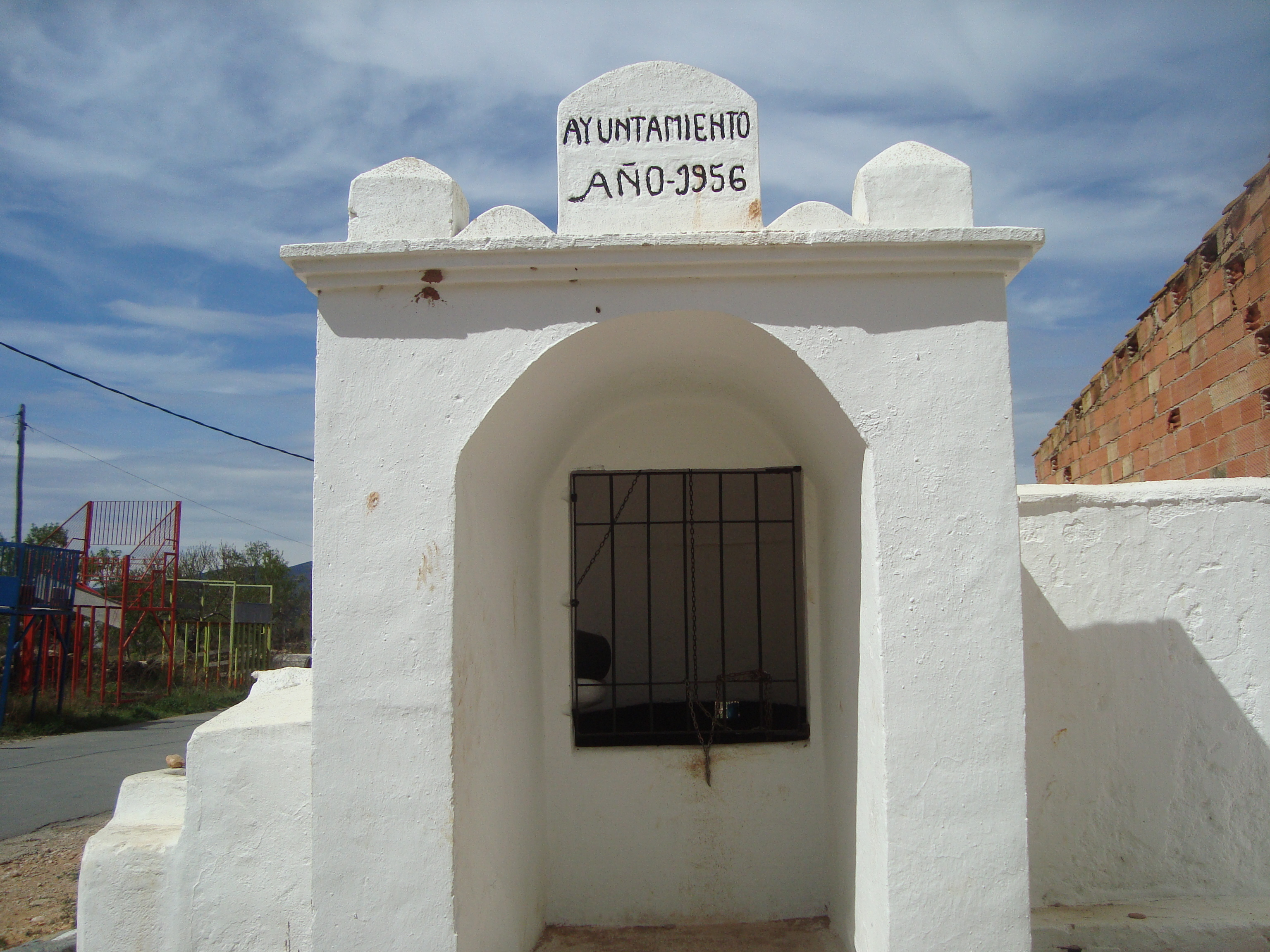
Aljub monumental.
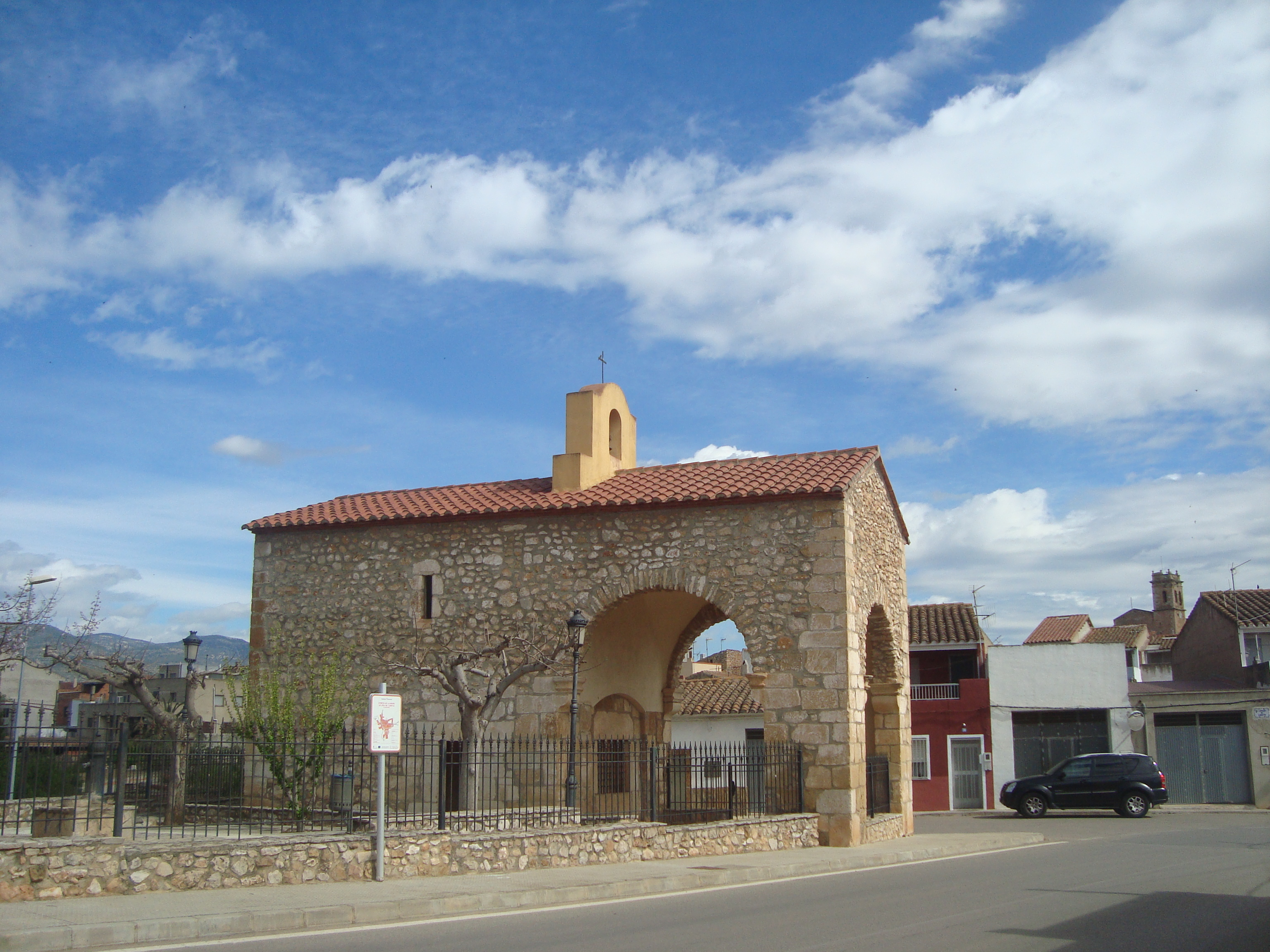
Chapelle de Loreto.

## Personnalités liées à la commune
- Daniel Fortea i Guimerà (1878-1953) : guitariste né à Benlloc.